# Tupolev Tu-116
O Tupolev Tu-116 (em russo:  Tyполев Тy-116) foi um avião comercial turboélice de longo alcance desenvolvido pela Tupolev e construído na União Soviética.

## Desenvolvimento
O Tu-116, assim como o Tu-114, era baseado no bombardeiro estratégico Tu-95. Ambos aviões comerciais foram desenvolvidos em paralelo com o Tu-116 tendo prioridade devido a várias visitas do Secretário-geral Nikita Khrushchov a países do ocidente e do oriente durante o chamado Degelo de Kruschev. A missão da aeronave era de transportar o chefe de estado junto com seus seguranças. O desenvolvimento do Tu-114 e Tu-116 foi justificado pelas visitas de Khrushchov aos Estados Unidos, época em que o Tu-114 poderia não ficar pronto.
Inicialmente, o avião foi desenvolvido para ser construído muito rápido, em pouco mais de um ano devido a simplicidade das modificações. Entretanto, a data de introdução foi transferida de Setembro de 1956 para 1957 pelo fato de a Tupolev estar sobrecarregada com pedidos militares.
O avião recebeu a designação interna Tu-114D ("Diplomático"), que mais tarde criou alguma confusão - o Tu-114D era também a designação oficial da versão de longo alcance para voos transatlânticos, significando a letra "D" "dalniy" (russo para "longo alcance"), que acomodava um total de 64 passageiros.

## Projeto
A aeronave transportaria 24 passageiros incluindo um cozinheiro, um comissário, um anunciador de navegação para informar os passageiros sobre o voo e, quando necessário, 10 a 12 guardas armados.
Tecnicamente, a aeronave não era muito diferente do Tu-95 original. Todos os equipamentos de proteção e bombas foram removidos e o espaço atrás da asa recebeu cabines para passageiros, um lavatório, um armário e uma sala de serviço com uma área total de 70 metros quadrados, com janelas na fuselagem. A primeira cabine de passageiros acomodava de seis a oito passageiros, com a segunda, desginada para passageiros VIP, equipada com camas e sofás.
A cabine pressurizada levava a um pequeno corredor com uma escada que era rebaixada para permitir o acesso a partir do solo. Também servia como uma saída de emergência.
A tripulação era composta de dois pilotos, um navegador, um engenheiro de voo, um mecânico de voo e um operador de rádio.

## Histórico operacional
Os dois Tu-116 foram modificados para Tu-95, serial 402 e 409. Nenhum foi utilizado para transportar o chefe de estado.
Após testes em voo, ambas aeronaves foram transferidas para a Força Aérea Soviética e serviram em várias tarefas até o início da década de 1990.